# Mao Bá Ôn
Mao Bá Ôn (chữ Hán: 毛伯温, 1482 - 1545), tự Nhữ Lệ, hiệu Đông Đường, sinh quán ở huyện Cát Thủy, Giang Tây, đại thần nhà Minh. Vào thời Gia Tĩnh, ông từng cầm quân uy hiếp Việt Nam, buộc nhà Mạc phải cắt đất xin hàng.
Ông sinh trưởng trong một gia đình quan lại nhỏ, sau đậu tiến sĩ và ra làm quan, ông trải qua nhiều chức quan khác nhau từ địa phương đến trung ương, nhiều lần bị lột mũ áo về quê rồi được phục chức trở lại, làm quan đến chức Thượng thư bộ binh và được gia phong Thái thử thiếu bảo. 

## Hoạn đồ thăng trầm
Đầu đời Tống, tổ tiên của Bá Ôn dời từ Tam Cù , Chiết Giang đến Cát Châu làm quan, nhân đó định cư ở Cát Thủy. Ông nội là Siêu, làm Quảng Tây tri phủ.
Năm Chánh Đức thứ 2 (1507), Bá Ôn trúng Cử nhân, năm sau đỗ Tiến sĩ, thụ chức Thiệu Hưng phủ Thôi quan.
Năm thứ 6 (1511), được cất lên làm Ngự sử, sau đó làm Tuần án Phúc Kiến, Hà Nam, ở nơi nào cũng có tiếng tốt.
Minh Thế Tông lên ngôi, luận tội chết bọn Trung quan (tức hoạn quan) Trương Duệ, Trương Trung, đồng đảng Tiêu Kính, Vi Nhu ngầm trì hoãn. Bá Ôn xin giết bọn Kính, Nhu, khí thế của hoạn quan chùng xuống.
Đầu thời Gia Tĩnh, được thăng làm Đại Lý tự thừa. Được cất lên làm Hữu thiêm Đô ngự sử, rồi làm Tuần phủ Ninh Hạ.
Liên lụy vụ án Lý Phúc Đạt, bị kết tội phạm sai lầm khi làm việc ở Đại Lý tự, chịu lột chức về làng. Được nhận lại quan chức cũ, dự định điều đi Sơn Tây, rồi Thuận Thiên, nhưng đều chưa lên đường, thì được đổi làm Lý viện sự, tiến chức Tả phó Đô ngự sử.
Bị Phụ quốc tướng quân Chu Hữu Oản là người tông thất ở Triệu vương phủ bới móc án cũ, tố cáo ông có tư thù với mình, nên phải cởi quan đợi tra xét. Xong, được khôi phục quan chức.

## Uy hiếp nhà Mạc
Mùa đông năm thứ 15 (1536), hoàng tử ra đời, triều đình sắp ban chiếu đi các nước, Lễ bộ thượng thư Hạ Ngôn cho rằng Đại Việt đã lâu không triều cống, không nên sai sứ, xin đánh dẹp. Triều đình bèn khởi dụng Bá Ôn làm Hữu Đô ngự sử, cùng Hàm Ninh hầu Cừu Loan nắm quân đợi mệnh. Ông lấy cớ tang cha mà từ chối, triều đình không cho.
Tháng 5 năm sau (1537) đến Kinh, dâng lên phương lược dùng quân. Gặp lúc Lê Trang Tông sai bọn Trịnh Duy Liêu tố cáo Mạc Đăng Dung thí nghịch, Đế ngờ là không thật, mệnh tạm hoãn ra quân, sắc cho quan viên Lưỡng Quảng, Vân Nam tra xét báo về, rồi mệnh cho Bá Ôn làm việc ở Lý viện. Ngự sử Hà Duy Bách xin đợi ông mãn tang (cha/mẹ mất phải để tang 3 năm), không cho. Ông lấy cớ có bệnh không ra, đến khi cởi tang phục (sau 100 ngày) mới bắt đầu trông coi công việc. Mùa đông năm ấy được thăng làm Công bộ thượng thư.
Mùa xuân năm thứ 17 (1538), bọn Kiềm quốc công Mộc Triều Phụ đưa hàng biểu của Đăng Dung đến, xin tha tội và hẹn ngày cống nạp. Trước đó, Vân Nam tuần phủ Uông Văn Thịnh tâu Đăng Dung nghe tin có phát binh đánh dẹp, sai sứ ngầm dò xét. Đế làm sắc cứ theo chiếu cũ tiến binh, Văn Thịnh lại theo lời của Bảo chúa (chúa Bầu) Vũ Văn Uyên, cho rằng Đăng Dung có thể gây hấn, triều đình lại truyền hịch lệnh cho nhà Mạc dâng biểu hiến đất. Đến nay, đế giao bản tâu của Triều Phụ xuống để đình nghị, mọi người nói không thể cho. Bèn đổi Bá Ôn làm Binh bộ thượng thư kiêm Hữu Đô ngự sử, cho ngày khởi hành. Đế cho rằng việc binh hệ trọng, không hẳn đã đánh dẹp, có ý lấy uy mà chế phục Đại Việt là được. Sau vài tháng, Lưỡng Quảng tổng đốc thị lang Trương Kinh dâng lên phương lược dùng quân, nói cần có 30 vạn quân, 160 vạn thạch lương hướng. Khâm Châu tri châu Lâm Hi Nguyên cho rằng Đăng Dung dễ bắt, xin lập tức ra quân. Binh bộ thượng thư Trương Toản lại xin đình nghị, triều thần phần lớn không muốn ra quân, nhưng không dám can thẳng, nên không đưa ra được kết luận nào. Đế không hài lòng, đành theo lời Toản, dừng việc ra quân. Mệnh Bá Ôn tiếp tục làm việc ở Lý viện.
Năm thứ 18 (1539), đế muốn vỗ về nhà Mạc, sai thị lang Hoàng Oản chiêu dụ. Oản đưa ra lắm yêu cầu, đế giận, bãi chức ông ta. Lại giao xuống đình nghị, đều nói nên đánh, đế nghe theo. Tháng 7 nhuận, mệnh Bá Ôn, Loan nam chinh, được sai khiến văn vũ từ tam phẩm trở xuống. Bọn Bá Ôn đến Quảng Tây, bàn bạc với bọn Tổng đốc Trương Kinh, Tổng binh quan An Viễn hầu Liễu Tuần, Tham chánh Ông Vạn Đạt, Trương Nhạc, triệu tập hơn 125000 quân của các Lang thổ quan ở Lưỡng Quảng, Phúc Kiến, Hồ Quảng, chia 3 đội, từ Bằng Tường, Long Động, Tư Lăng Châu tiến vào, còn lấy 2 cánh kỳ binh làm thanh viện. Truyền hịch Vân Nam tuần phủ Uông Văn Thịnh soái quân đóng ở Liên Hoa Than, cũng chia 3 đường mà tiến. Sắp xếp đã xong, Loan có tội bị triệu về, lập tức lấy Tuần thay thế.
Mùa thu năm thứ 19 (1540), bọn Bá Ôn tiến đến Nam Ninh. Truyền hịch sang Đại Việt kể tội cha con Đăng Dung. Đăng Dung sai sứ đến chỗ Vạn Đạt xin hàng, Vạn Đạt đưa về chỗ ông. Bá Ôn thừa chế đồng ý, tuyên ân uy của thiên tử, thu nạp bản đồ, lấy lại đất là 4 động Khâm Châu. Ông cho họ về nước đợi mệnh, làm sớ dâng lên, đế rất hài lòng. Có chiếu đổi nước An Nam làm An Nam đô thống sử ty, lấy Đăng Dung làm đô thống sứ, được thế tập, đặt 13 tuyên phủ ty, lệnh cho tự sắp đặt. Bá Ôn thụ mệnh hơn năm, không đánh mà khuất phục được nhà Mạc, còn Đế cũng không muốn đánh. Luận công, gia phong Thái tử thái bảo.

## Chỉnh đốn binh phòng
Tháng 2 năm thứ 18 (1539), đế tuần hạnh đến phủ Thừa Thiên. Có chiếu cho Bá Ôn làm Tổng đốc Tuyên, Đại, Sơn Tây quân vụ. Ít lâu sau triều đình tuyển Cung liêu (các thuộc quan của Thái tử), được gia kiêm Thái tử tân khách. Trong phạm vi quản hạt của Đại Đồng có 5 bảo Trấn Biên, Trấn Xuyên, Hoằng Tứ, Trấn Hà, Trấn Lỗ, cách nhau hơn 200 dặm, rất gần lều trại của người Mông Cổ, được tuần phủ Trương Văn Cẩm cho xây đắp. Từ khi Trương Văn Cẩm bị giết trong sự biến Ngũ bảo, không ai dám sửa sang, ông cho rằng biến loạn là do dùng lầm người, chứ kiến nghị không sai, nên đưa quân đến đấy. Mộ 3000 quân phòng thủ, cấp cho ruộng vườn vô chủ, miễn thuế mãi mãi. Biên phòng được yên. Xét công, gia Thái tử thiếu bảo.
Tháng giêng năm thứ 21 (1542), Bá Ôn về triều, lại coi việc ở Lý viện. Biên quan mấy lần cảnh báo, ông xin đắp thành ngoài cho Kinh sư. Đế trả lời được, Cấp sự trung Lưu Dưỡng Trực nói Thái miếu đang dựng, vật lực thiếu thốn, bèn mệnh tạm dừng. Tháng 10, Trương Toản mất, Bá Ôn thay làm Binh bộ. Toản tham lam độc ác, ở bộ 8 năm, mọi thứ đều hư nát cả. Ông hội họp đình thần bàn bạc dâng lên 24 việc biên phòng, đổi mới quân lệnh. Các ngôn quan kiến nghị tra hạch các lực lượng quân đội, Bá Ôn nhân đó dâng lên hơn 20 điều ngăn ngừa tình trạng nhũng lạm ở các vệ, giám. Đế khen hay, lập tức thi hành, nhưng tệ nạn đã lâu ngày, mọi người đều không bằng lòng thay đổi.

## Cái chết
Mùa thu năm thứ 23 (1544), Thuận Thiên tuần phủ Chu Phương cho rằng việc phòng bị mùa thu đã xong, xin rút binh khách (quan binh ở địa phương khác được điều đến). Chưa được bao lâu, quân Mông Cổ xâm phạm, áp sát Kỳ phụ (nghĩa là giáp với Kinh kỳ, ở đây là Trực Lệ). Đế vừa sợ vừa giận, rồi cùm tổng đốc Địch Bằng bắt đi thú, phạt trượng Phương cho đến chết. Ngự sử Thư Đinh nói, Phương chỉ bàn rút binh Kế (chỉ Bắc Kinh), còn rút binh Tuyên, Đại là tội của Bá Ôn và Chức phương lang  Hàn Tối. Đế bèn tước quan tịch của ông; đánh Tối 80 trượng, bắt đi thú ở biên thùy.
Bá Ôn về làng, phát nhọt ở lưng mà chết. Minh Mục Tông lên ngôi, được khôi phục quan chức, ban tuất. Đầu những năm Thiên Khải (1621 – 1627), được truy thụy là Tương Mậu.
Sử cũ đánh giá: Ông tính khí khái, thâm trầm mà cứng cỏi, ăn uống bằng 10 người. Lâm cơ quyết đoán, chẳng động thanh sắc.

## Trước tác
- Mao Tương Mậu tập, 18 quyển
- Đông Đường thi tập, 10 quyển
- Mao Tương Mậu tấu nghị, 20 quyển